# Modelado de incendio forestal

Un modelo simple de propagación de un incendio forestal.

En ciencia computacional, el modelado de incendio forestal comprende la simulación numérica de los incendios forestales para comprender y predecir su comportamiento. El modelo de incendios forestales puede ayudar a ayudar a definir las estrategias de combate contra el fuego, incluyendo mejorar la seguridad de los combatientes del fuego y el público, reducir los riesgos y mitigar el daño. El modelado de incendios forestales también puede ayudar a proteger los ecosistemas, espejos de agua y la calidad de aire.

## Objetivos
El modelado de incendios forestales intenta reproducir el comportamiento del fuego, por ejemplo la rapidez con que se propaga el fuego, en qué dirección, cuánto calor genera. Un dato de entrada clave para el modelado de comportamiento es el modelo de combustible, o tipo de combustible, a través del cual se quema el fuego. El modelado de comportamiento también puede incluir si el fuego pasa de la superficie (un "fuego de superficie") a las copas de los árboles (un "fuego de copa"), así como el comportamiento extremo del fuego, incluyendo tasas rápidas de propagación, remolinos de fuego y altas columnas de convección bien desarrolladas. El modelado de incendios también intenta estimar los efectos del fuego, como por ejemplo los efectos sobre la ecología y la hidrología del fuego, el consumo de combustible, la mortalidad de los árboles y la cantidad y tasa de humo producido.

## Factores ambientales
El comportamiento de los incendios forestales se ve afectado por las características del clima, combustible y topografía.
El clima influye en el fuego a través del viento y la humedad. El viento aumenta la propagación del fuego en la dirección del viento, mayor temperatura hace que el fuego arda más rápido, mientras que mayor humedad relativa y  precipitación (lluvia o nieve ) puede ralentizarlo o extinguirlo por completo. El clima que implica cambios rápidos de viento puede ser particularmente peligroso, ya que pueden cambiar repentinamente la dirección y el comportamiento del fuego. Tal clima incluye frente fríos, viento foehn, tormenta eléctrica, brisa marina, de valle y montaña y viento de pendientes.
El combustible para incendios forestales incluye pasto, madera y cualquier otra cosa que pueda arder. Las ramitas secas pequeñas se queman más rápido, mientras que los troncos grandes se queman más lentamente; el combustible seco se enciende más fácilmente y se quema más rápido que el combustible húmedo.
Los factores de la topografía que influyen en los incendios forestales incluyen la orientación hacia el sol, que influye en la cantidad de energía recibida del sol, y la pendiente (el fuego se propaga más rápido cuesta arriba). El fuego puede acelerarse en cañones estrechos y puede reducirse o detenerse mediante barreras como arroyos y carreteras.
Estos factores actúan en combinación. La lluvia o la nieve aumentan la humedad del combustible, la alta humedad relativa ralentiza el secado del combustible, mientras que los vientos pueden hacer que el combustible se seque más rápido. El viento puede cambiar el efecto de aceleración del fuego de las pendientes a efectos tales como tormentas de viento en pendiente (llamados vientos de Santa Ana en California, vientos foehn, vientos del este, dependiendo de la ubicación geográfica). Las propiedades del combustible pueden variar con la topografía, ya que la densidad de la planta varía con la elevación u orientación con respecto al sol.
Hace tiempo que se reconoce que "los incendios crean su propio clima". Es decir, el calor y la humedad creados por el fuego retroalimentan a la atmósfera, creando vientos intensos que impulsan el comportamiento del fuego. El calor producido por los incendios forestales cambia la temperatura de la atmósfera y crea fuertes corrientes ascendentes, que pueden cambiar la dirección de los vientos en la superficie. El vapor de agua liberado por el fuego cambia el equilibrio de humedad de la atmósfera. El vapor de agua se puede llevar, donde el calor latente almacenado en el vapor se libera por condensación.

## Enfoques
Al igual que todos los modelos en ciencia computacional, los modelos de fuego necesitan encontrar un equilibrio entre fidelidad, disponibilidad de datos y ejecución rápida. Los modelos de incendios forestales abarcan una amplia gama de complejidad, desde principios simples de causa y efecto hasta los más complejos físicamente, que presentan un desafío de supercomputación difícil que no puede ser resuelto más rápido que en tiempo real.
Los modelos de incendio forestal se han desarrollado a partir de 1940, pero todavía quedan por resolver muchas cuestiones químicas y termodinámicas relacionadas con el comportamiento del fuego. Los científicos y sus modelos de incendios forestales desde 1940 hasta 2003 se enumeran en el artículo. Los modelos se pueden clasificar en tres grupos: Empíricos, Semi-empíricos, y basados en principios de la Física.

### Modelos empíricos
Los modelos conceptuales basados en la experiencia y la intuición desarrollas a partir de incendios pasados se pueden utilizar para anticipar el futuro. Muchas ecuaciones de propagación de incendios semi-empíricas, como las publicadas por el Servicio Forestal del USDA, Forestry Canada, Nobel, Bary, and Gill, y Cheney, Gould, & Catchpole para complejos combustibles de Australasias se han desarrollado para una estimación rápida de los parámetros fundamentales de interés, como la velocidad de propagación del fuego, la longitud de la llama y la intensidad de la línea de fuego de los incendios de superficie en un punto para complejos de combustible específicos, suponiendo un viento representativo del sitio y pendiente del terreno. Basado en el trabajo de Fons en 1946, y Emmons en 1963, se calibró la tasa de dispersión en equilibrio cuasi-estable calculada para un incendio superficial en terreno plano en condiciones sin viento, utilizando datos de pilas de palos quemados en una cámara de llama / túnel de viento para representar otras condiciones de viento y pendiente para los complejos de combustible probados.
Se han desarrollado modelos bidimensionales de crecimiento de incendios como FARSITE y Prometheus, el modelo de crecimiento de incendios forestales canadiense diseñado para trabajar en complejos de combustible canadienses, que aplican tales relaciones semiempíricas y otras en relación con las transiciones entre la tierra y la corona para calcular la propagación del fuego y otros parámetros a lo largo de la superficie. Se deben hacer ciertas suposiciones en modelos como FARSITE y Prometheus para dar forma al crecimiento del fuego. Por ejemplo, Prometheus y FARSITE utilizan el principio Huygens de propagación de ondas. Richards desarrolló en 1990 un conjunto de ecuaciones que pueden usarse para propagar (forma y dirección) un frente de fuego usando una forma elíptica. Aunque las aplicaciones más sofisticadas utilizan un sistema numérico tridimensional de predicción del clima para proporcionar entradas como la velocidad del viento a uno de los modelos de crecimiento de incendios enumerados anteriormente, la entrada fue pasiva y no se tiene en cuenta la retroalimentación del fuego sobre el viento atmosférico y la humedad.

### Modelos basados en principios físicos y acoplamiento con la atmósfera
Los modelos bidimensionales simplificados de propagación del fuego basados en las leyes de conservación que utilizan la radiación como mecanismo dominante de transferencia de calor y convección, que representa el efecto del viento y la pendiente, conducen a sistemas de reacción-difusión con ecuaciones en derivadas parciales.
Los modelos físicos más complejos se unen a los modelos de dinámica computacional de fluidos con un componente de incendios forestales y permiten que el fuego retroalimente la atmósfera. Estos modelos incluyen el modelo de Atmósfera Acoplada-Incendio-Ambiente Forestal (CAWFE) de NCAR desarrollado en 2005, WRF-Fire de NCAR y la Universidad de Colorado Denver que combina el Modelo de Investigación y Pronóstico del Tiempo con un modelo extendido mediante el método de nivel de grupo, el modelo de Simulación de Eddy Grande de  Atmósfera Acoplada con Incendios Forestales de la Universidad de Utah desarrollado en 2009, FIRETEC desarrollado por el Laboratorio Nacional de Los Alamos desarrollado en, el Simulador de Dinámica de Incendios (WFDS) WUI (Wildland Urban Interface) en 2007, y, hasta cierto punto, el modelo bidimensional FIRESTAR. Estas herramientas tienen diferentes énfasis y se han aplicado para comprender mejor los aspectos fundamentales del comportamiento del fuego, como las inhomogeneidades del combustible en el comportamiento del fuego, retroalimentaciones entre el fuego y el ambiente atmosférico como base de la forma universal del fuego, y se están comenzando a aplicar a la propagación de incendios en la interfaz bosque zona  urbana en la dispersión casa por casa a escala comunitaria.

El costo de la complejidad física agregada es un aumento correspondiente en el costo computacional, tanto que un tratamiento explícito tridimensional completo de la combustión en combustibles forestales mediante simulación numérica directa (DNS) a escalas relevantes para el modelado atmosférico no existe, está más allá de la capacidad de las supercomputadoras existentes, y actualmente no tiene sentido hacerlo debido a la habilidad limitada de los modelos climáticos con resolución espacial menor a 1 km. En consecuencia, incluso estos modelos más complejos parametrizan el fuego de alguna manera, por ejemplo, los trabajos de Clark utilizan ecuaciones desarrolladas por Rothermel para el servicio forestal del USDA  para calcular las velocidades de propagación de incendios locales utilizando vientos locales modificados por el fuego. Y, aunque FIRETEC y WFDS tienen ecuaciones de conservación  para las concentraciones de combustible y oxígeno en reacción, la cuadrícula computacional no puede ser lo suficientemente fina como para resolver la mezcla de combustible y oxígeno que limita la velocidad de reacción, por lo que se deben hacer aproximaciones con respecto a la distribución de temperatura a escala de subcuadrícula o las propias velocidades de reacción de combustión. Estos modelos también son a una escala  demasiado pequeña para interactuar con un modelo meteorológico, por lo que los movimientos de fluidos utilizan un modelo de dinámica de fluidos computacional confinado en una caja mucho más pequeña que el típico incendio forestal.